# Onayssa S'Bahi
Onayssa Sbahi, née le 22 septembre 1993 à Denain (Nord), est une joueuse de basket-ball française évoluant au poste d'arrière.

## Biographie
Formée à Villeneuve d'Ascq, elle fait partie de la délégation française lors des Jeux olympiques de la jeunesse d'été de 2010 ; elle est éliminée en phase de groupes du tournoi de basket 3x3.
Elle part jouer deux saisons en Espagne, d'abord à Arxil Pontev en 2011-2012, puis à Cortegada en Ligue 2 l'année suivante, pour des moyennes de 4,8 points (31,6% à 2 points, 31,5% à trois points), 2,6 passes décisives, 2,1 rebonds et 1,3 interception pour 3,8 d’évaluation en 23,9 minutes, son équipe se classant en tête de la saison régulière mais renonçant aux play-offs pour raisons financières. Son coach à Calais dit d'elle : « Je la connais bien pour l’avoir vu régulièrement jouer avec le centre de formation de l’ESBVA. Onayssa, si elle n’est pas très grande, possède une très bonne lecture et bénéficie d’une belle rapidité. »
Après une saison en Ligue 2, elle accompagne le club en LFB. Elle prolonge en avril 2015 pour deux années de plus. Calais relégué en Ligue 2 au terme de la saison LFb 2016, elle rejoint un autre relégué en LF2, Toulouse.

## Clubs
| Saisons   | Équipe                    | Pays        |
| 2000-2003 | Escaudain                 | France      |
| 2003-2005 | Valenciennes              | France      |
| 2005-2006 | Saint Amand-les-Eaux      | France      |
| 2006-2011 | Villeneuve-d'Ascq         | France      |
| 2011-2012 | Arxil Pontev              | Espagne     |
| 2012-2013 | Cortegada                 | Espagne     |
| 2013-2016 | COB Calais                | France      |
| 2016-2017 | Toulouse Métropole Basket | France      |
| 2018-     | Nottingham Wildcats       | Royaume-Uni |